# Grant Imahara
Grant Masaru Imahara (Los Angeles, 23 de outubro de 1970 – 13 de julho de 2020) foi um engenheiro eletricista especialista em eletrônica e controle de rádio, e apresentador de televisão, conhecido pelo trabalho realizado junto a "Equipe de Construção" do programa de televisão MythBusters, exibido pelo Discovery Channel, que se destina a pôr à prova célebres lendas urbanas. Ele esteve na equipe até agosto de 2014, quando ao lado de Kari e Tory foi anunciada sua saída do programa.

## Juventude
Imahara nasceu no dia 23 de outubro de 1970 numa família Japonesa-Americana em Los Angeles, Califórnia. Seu nome japonês é 今原 真申 Imahara Masaru. Imahara se formou na Universidade do Sul da Califórnia (USC) com um Bachelor of Science em engenharia elétrica. Por um tempo, ele considerou mudar de curso, com a intenção de virar um roteirista; ele decidiu ficar em engenharia após assistir Tomlinson Holman, um professor na USC School of Cinematic Arts.
Ele também é um jogador de interpretação ao vivo, como revelado no White Rabbit Project.

## Carreira

### Início
Após se formar, Imahara foi contratado como engenheiro na divisão THX da Lucasfilm; então ele foi para a divisão de efeitos visuais, Industrial Light & Magic, onde trabalhou por nove anos. Enquanto na ILM, ele se envolveu em filmes como The Lost World: Jurassic Park, Star Wars: Episódio I – A Ameaça Fantasma, Galaxy Quest, AI: Artificial Intelligence, Star Wars: Episódio II – Ataque dos Clones, Terminator 3: Rise of the Machines, The Matrix Reloaded, The Matrix Revolutions, Van Helsing e Star Wars: Episódio III – A Vingança dos Sith.
Imahara foi creditado em muitos longas como um criador de modelos. Em particular, ele foi creditado por atualizar o robô R2-D2 na trilogia prequel de Star Wars. Como um Artoo Technician oficial, ele fez uma cameo no mocumentário R2-D2: Beneath the Dome.

### MythBusters

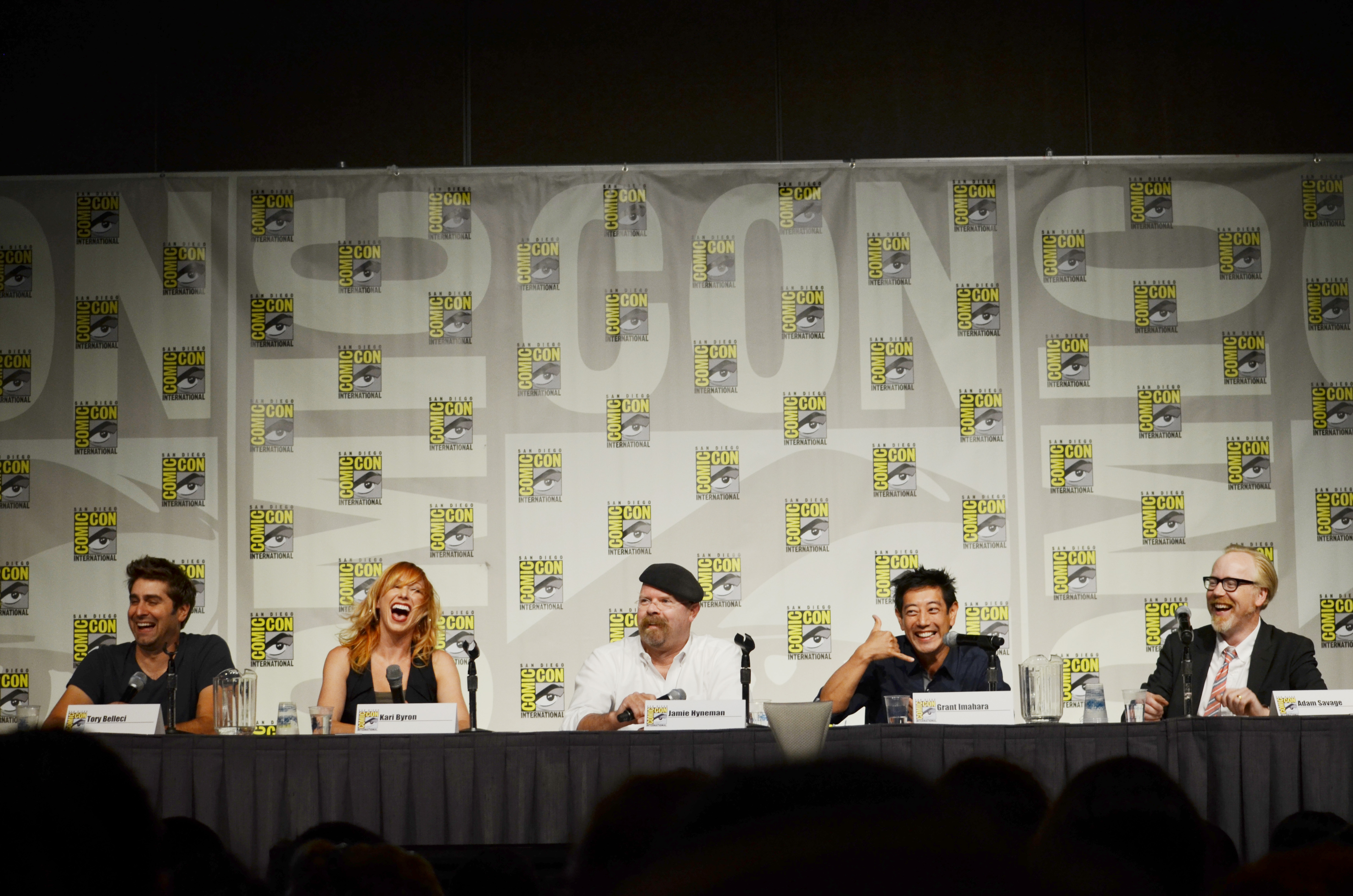
Imahara (segundo da direita) com os co-apresentadores Tory Belleci, Kari Byron, Jamie Hyneman e Adam Savage no San Diego Comic Con de 2012

Imahara se juntou aos MythBusters através de um convite de seu amigo e empregador ocasional, Jamie Hyneman e da ex-colega na ILM, Linda Wolkovitch, que também foi uma produtora associada de MythBusters. Ele entrou como o terceiro membro da Equipe de Construção ao lado de Kari Byron e Tory Belleci, no lugar da ex-soldadora dos MythBusters Scottie Chapman. Seus colegas o chamavam de "geek" da Equipe de Construção e ele geralmente fez os robôs necessários para o show além de se especializar na operação dos computadores e eletronicos dos mitos. Imahara, junto de Byron e Belleci, deixou o show após a temporada de 2014.

### White Rabbit Project
Imahara se juntou com Byron e Belleci no White Rabbit Project de 2016, uma série original da Netflix onde a equipe investiga tópicos como fuga da prisão, tecnologia de superpoderes, roubos e armas bizarras da Segunda Guerra avaliadas contra uma lista definida de critérios e exploradas através de experimentos, construções e testes. A primeira temporada foi lançada de forma completa na Netflix no dia 9 de dezembro de 2016, mas a série não foi renovada.

### Outros trabalhos
Junto do seu papel nos MythBusters, ele foi conhecido por aparecer no BattleBots, onde ele projetou e competiu com o robô Deadblow. Em 2018, ele foi selecionado como um dos juízes da oitava temporada. Também fez um cameo no Eureka do Syfy e na websérie The Guild. Outras ativididades incluem projetar o circuito que cria a oscilação rítmica nos braços do Energizer Bunny atual; levou a Equipe ILM à vitória numa aparição no Junkyard Mega-Wars; como também escrever o livro Kickin' Bot: An Illustrated Guide to Building Combat Robots (ISBN 0-7645-4113-7)
Imahara fez parte do elenco e foi escrito do curta Architects of Evil, criado para o Backyard Film Contest de 2008 da Industrial Light and Magic. Ele foi mentor da equipe de robótica Biomechs #841 da Richmong High para o FIRST Robotics Competition, emprestando seu conhecimento em controle sobre como criar o robô certo para o trabalho certo. Imahara foi apresentado na revista IEEE Spectrum, numa edição focada em trabalhos dos sonhos para engenheiros. O artigo é intitulado como "Grant Imahara: Debunker in The Box"; ele é mostrado com um traje a prova de fogo na capa.

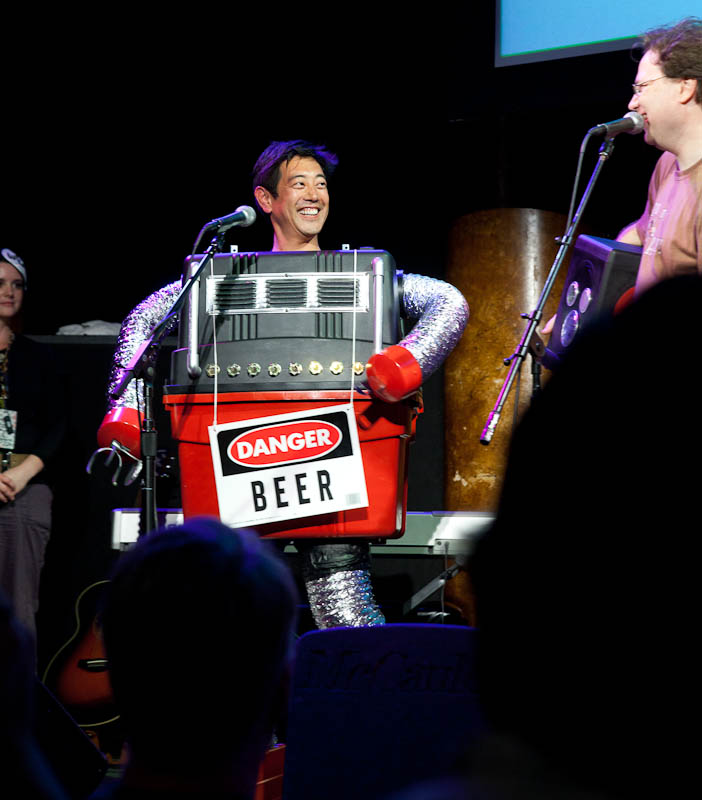
Imahara numa fantasia "BeerBot" no W00tstock de 2010

Um dos seus projetos independentes, durante o começo de 2010, foi contruir um companheiro robótico para Craig Ferguson, apresentador do The Late Show. O robô, chamado Geoff Peterson, foi apresentado no episódio de 5 de abril de 2010, controlado e com voz do comediante e ator Josh Robert Thompson.
Imahara interpretou Hikaru Sulu na série Star Trek Continues. Ele também interpretou Tenente Masaru no filme Star Trek: Renegades.
Imahara foi um participante do TWiT.tv Triangulation (episódio 121) no dia 25 de setembro de 2013. Ele também fez parceria com Mouser Electronics para iniciar a campanha "Empowering Innovation Together", onde ele apresentou vários episódios.
Em 2014, Imahara apareceu numa série de vídeos mostrando o processo de produção de várias comidas do McDonalds.
Em 2015, ele apareceu no filme Sharknado 3: Oh Hell No!
Imahara aconselhou a Equipe EUA numa batalha de robôs gigantes entre a empresa norte-americana MegaBots e a japonesa Suidobashi Heavy Industry.
Imahara apresentou a segunta temporada da websérie The Home of the Future, produzida pela The Verge em parceria com Curbed.
No dia 18 de outubro de 2017, Imahava twetou que ele estava fazendo consultoria para a Walt Disney Imagineering por seis meses, num projeto super secreto. No dia 21 de maio de 2018, Imahara foi incluido como autor no documento da Disney Research, "Stickman: Towards a Human Scale Acrobatic Robot", que explora a criação de "um tobô simples com dois graus de liberdade que uma um pendulo de gravidade para lançamento e faz uma variedade de cambalhotas". No dia 29 de junho de 2018, a Disney revelou que o protóripo do Stickman havia evoluido numa figura animatrônica inovativa, autônoma, autocorretiva e com um estilo de áudio chamada Stuntronics, que será usada nos parques da Disney em todo o mundo.

## Vida pessoal e morte
Em dezembro de 2016, Imahara noivou com sua namorada, a projetista de roupas Jennifer Newman.
Imahara morreu no dia 13 de julho de 2020, aos 49 anos de idade, como resultado de um aneurisma cerebral.